# Dulwich and West Norwood (circonscription du Parlement britannique)
Circonscription parlementaire de la Chambre des communes
La circonscription de Dulwich et West Norwood  est une circonscription électorale britannique située dans le Grand Londres, et représentée à la Chambre des communes du Parlement du Royaume-Uni.

## Géographie
La circonscription comprend :
- La partie est du borough londonien de Lambeth et la partie ouest de Southwark
- La ville de Dulwich
- Le quartier de Brixton

## Députés
Les Members of Parliament (MPs) de la circonscription sont :
| Législature                                          | Années       | Député      | Député       | Parti        |
| ---------------------------------------------------- | ------------ | ----------- | ------------ | ------------ |
| Dulwich and West Norwood issue de Dulwich et Norwood |              |             |              |              |
| 52e                                                  | 1997–2001    |             | Tessa Jowell | Travailliste |
| 53e                                                  | 2001–2005    |             | Tessa Jowell | Travailliste |
| 54e                                                  | 2005–2010    |             | Tessa Jowell | Travailliste |
| 55e                                                  | 2010–2015    |             | Tessa Jowell | Travailliste |
| 56e                                                  | 2015–2017    | Helen Hayes |              | Travailliste |
| 57e                                                  | 2017–2019    | Helen Hayes |              | Travailliste |
| 58e                                                  | 2019–Présent | Helen Hayes |              | Travailliste |

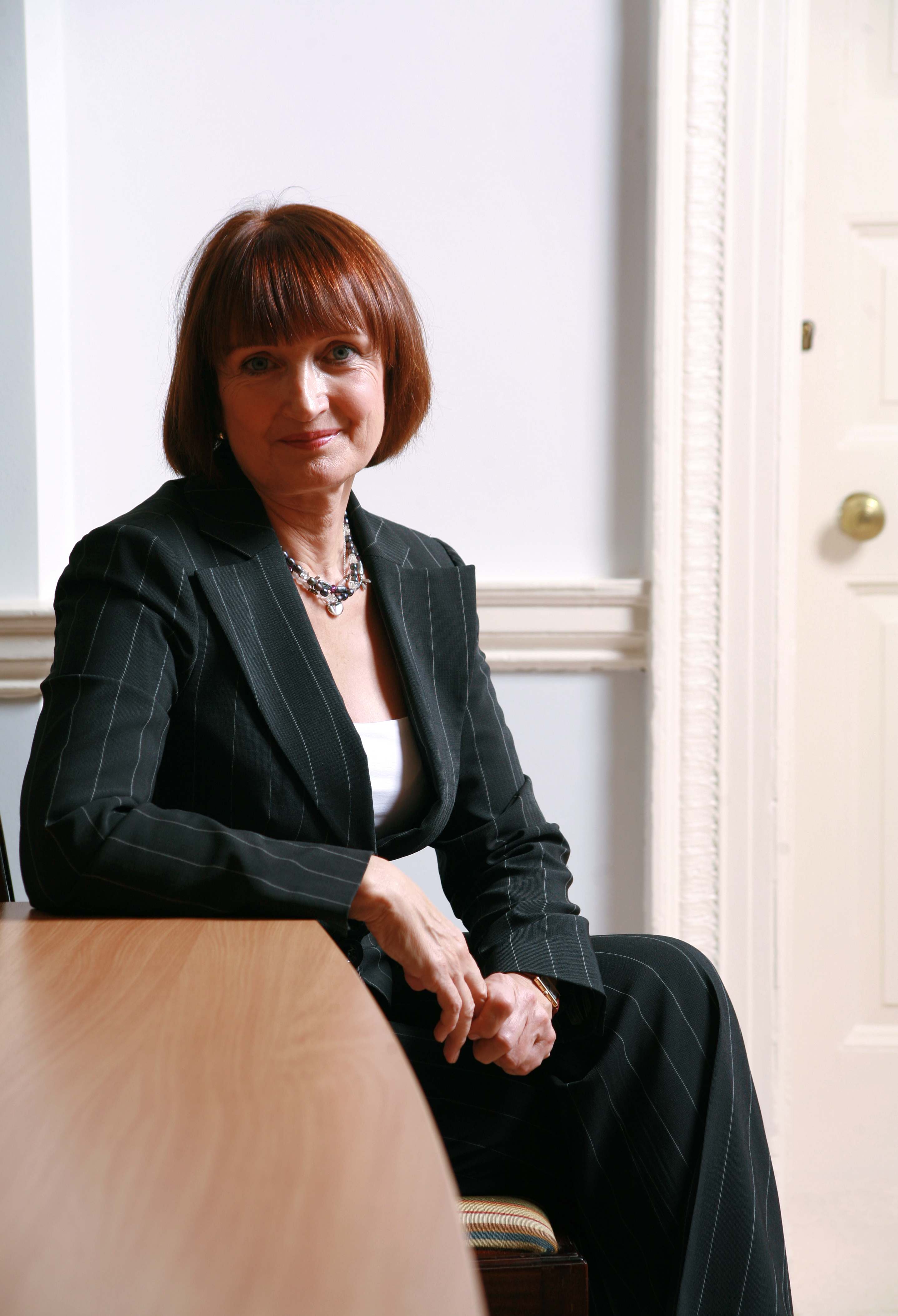
Tessa Jowell (1997-2015)
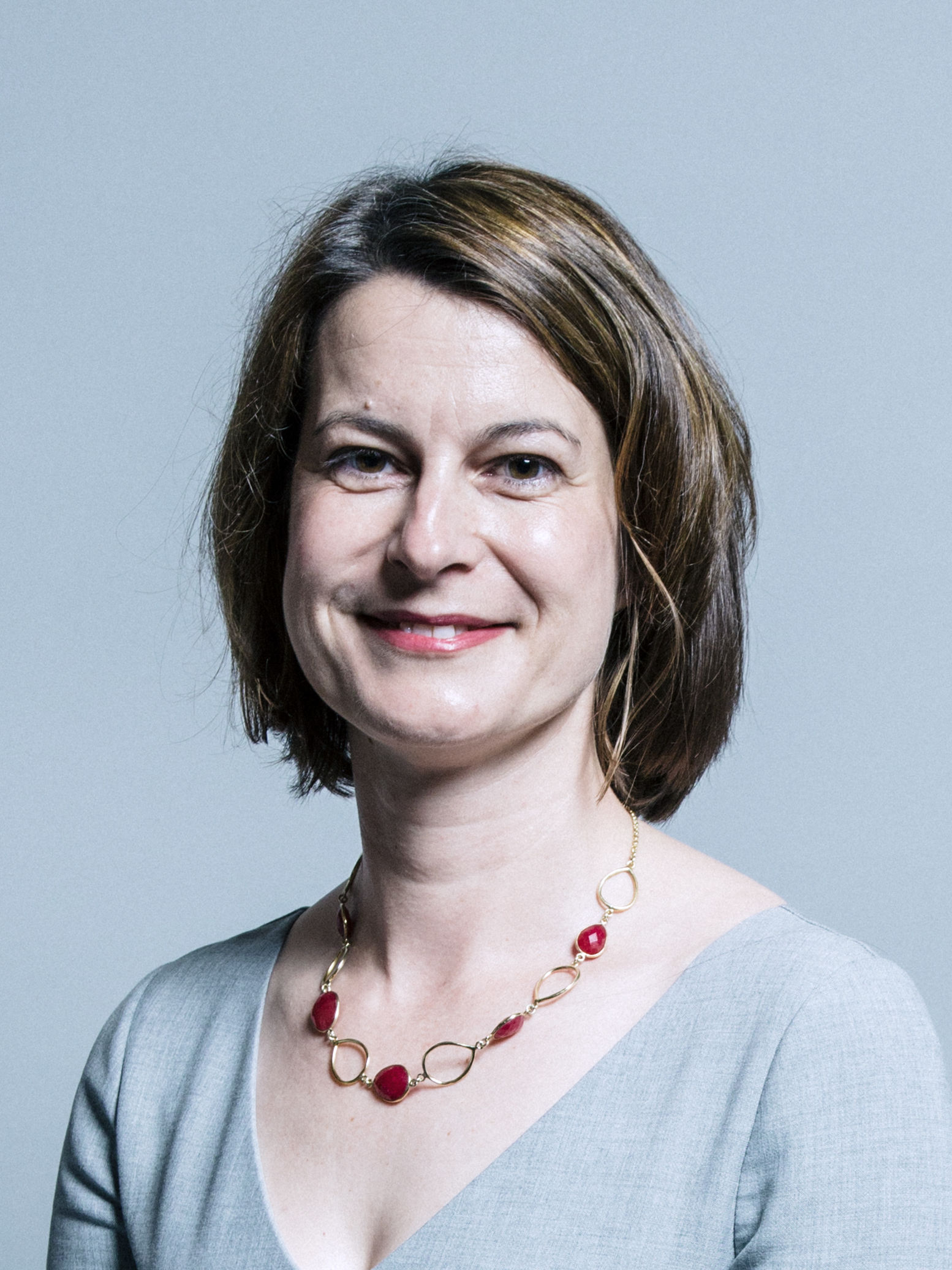
Helen Hayes (2015-Présent)